# Pfarrkirche Blumau an der Wild

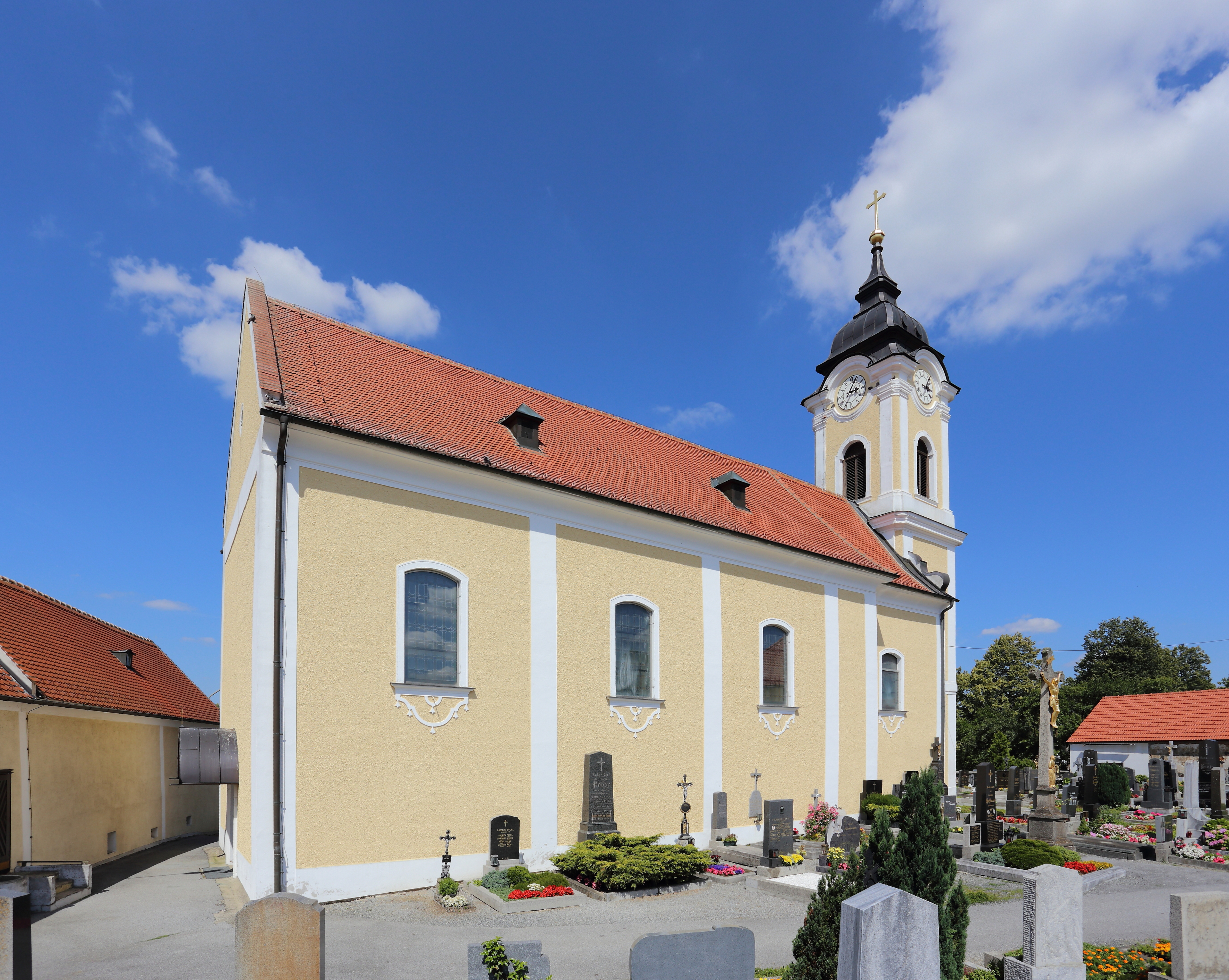
Kath. Pfarrkirche hl. Johannes der Täufer in Blumau an der Wild

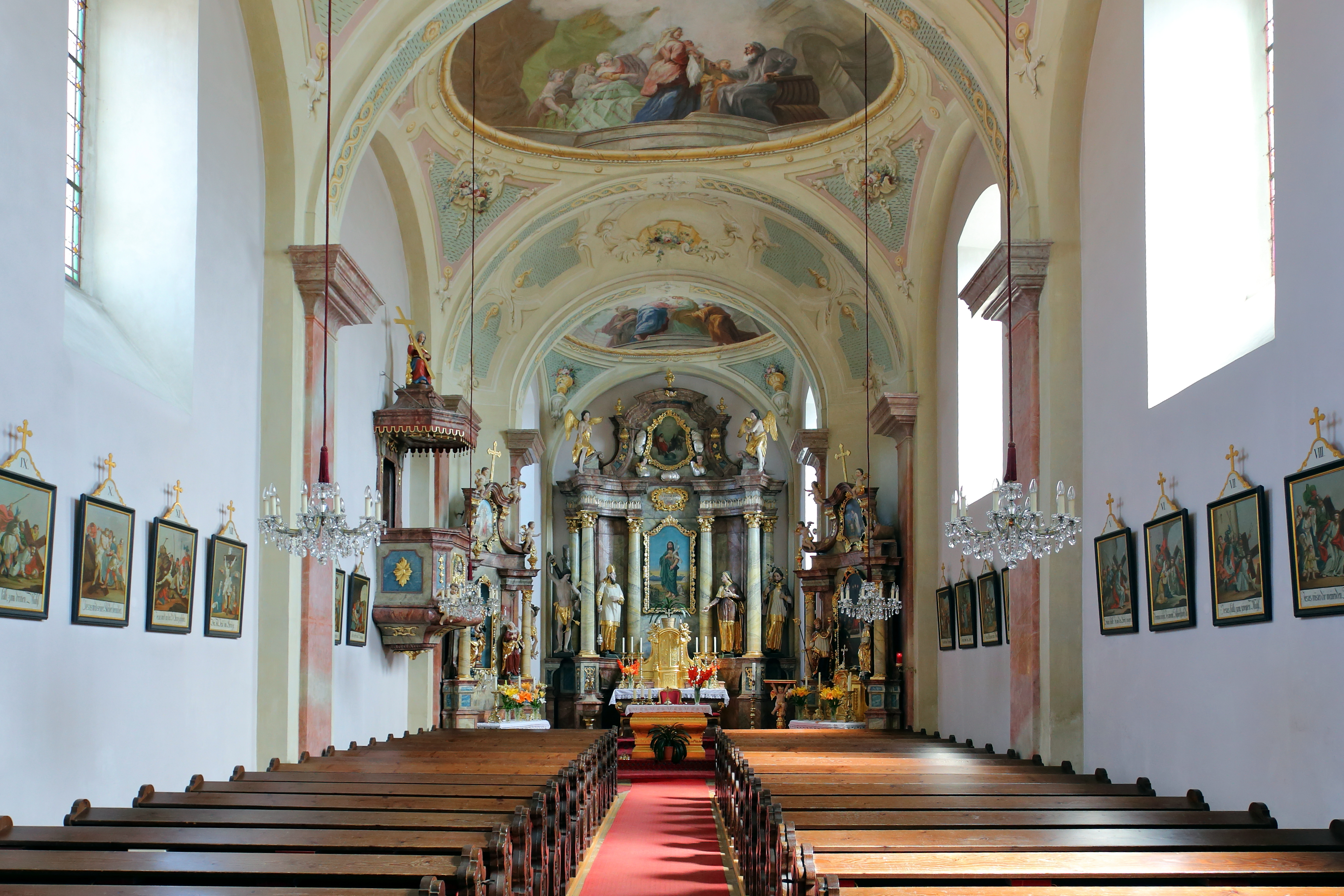
Im Langhaus zum Chor

Die Pfarrkirche Blumau an der Wild steht im Ort Blumau an der Wild in der Marktgemeinde Ludweis-Aigen im Bezirk Waidhofen an der Thaya in Niederösterreich. Die dem heiligen Johannes der Täufer geweihte römisch-katholische Pfarrkirche – dem Stift Geras inkorporiert – gehört zum Dekanat Geras in der Diözese St. Pölten. Die Kirche steht unter Denkmalschutz (Listeneintrag).

## Geschichte
Eine Kirche wurde um 1155 dem Stift Geras inkorporiert. Urkundlich wurde um 1230 eine Pfarrkirche genannt. Um 1750 erfolgte unter dem Abt Paul Gratschmayr ein Neubau der Kirche.

## Architektur
Die Kirche steht im Nordosten des Ortes als nördlicher Abschluss eines Straßenplatzes erhöht auf einer Geländestufe und ist von einem ummauerten Friedhof mit einem Karner umgeben. Die spätbarocke Saalkirche hat einen Ostturm am Chorhaupt und einen nördlichen Sakristeianbau.

## Ausstattung
Die marmorierte Einrichtung entstand nach der Mitte des 18. Jahrhunderts. Der Hochaltar – die Chorrückwand einnehmend – mit Neuerungen aus dem 19. Jahrhundert hat einen mächtigen Säulenaufbau mit leicht einschwingenden dreisäuligen Seitenteilen mit den Statuen Sebastian, Zacharias, Elisabeth, Johannes Nepomuk. Das Altarbild aus der zweiten Hälfte des 19. Jahrhunderts und in einem barockisierenden Rahmen stellt den Johannes der Täufer dar.
Die Deckenfresken mit Szenen aus dem Leben des Kirchenpatrons, der Heimsuchung Mariens, der Namensgebung Johannis, der Taufe Christi und der Enthauptung des Johannes, wurden 1777 von Franz Zoller geschaffen.